# Malvazinka (usedlost)
Malvazinka  je usedlost v Praze 5-Smíchově v ulici U Malvazinky. Je chráněna jako kulturní památka České republiky.

## Historie
Vinici koupil roku 1628 malostranský měšťan Tomáš Malvazy, po kterém získala vinice a později i usedlost jméno. V 19. století se rozšířila o sousední vinici Protivku, pojmenovanou od roku 1706 podle svého majitele staroměstského písaře Antonína Hynka Protivy. Barokní viniční usedlost byla časem rozšířena na hospodářský dvůr a kolem roku 1800 došlo k její klasicistní přestavbě do současné podoby. Roku 1840 ji vlastnil Jan Grein a v té době zde bylo kromě obytného domu několik hospodářských budov a skleník. K dalším stavebním úpravám došlo koncem 19. století a ve 20. století.
Roku 1875 odkoupila smíchovská obec část pozemků pro výstavbu nového hřbitova jako náhradu za zrušený malostranský hřbitov. Pro hrobníka byl zřízen byt ve starém viničním domku, ve 20. století pak dostal hrobník domek nový.
Podoba usedlosti
Patrová budova má valbovou střechu s vikýři, které dominuje věžička. Pozdně klasicistní fasáda má novobarokní prvky.
Po roce 1945
Usedlost se dostala do vlastnictví státu, který sem umístil lůžkové oddělení Státního sanatoria Sanopz (Sanatorium poštovních zaměstnanců, založeno 1933) se sídlem v ulici Na Cihlářce č. 6, později přestěhované do nově postavené Nemocnice Na Homolce. Po roce 1989 areál získala Rehabilitační klinika Malvazinky.